# Île de Batz
Île de Batz är en fransk ö vid Bretagnes kust i Engelska kanalen. Ön är också en kommun som ligger i arrondissementet Morlaix i departementet Finistère. År 2022 hade Île de Batz 457 invånare.
Avståndet till fastlandet är vid lågvatten ungefär 200 meter bred och kanalen blir cirka 1000 meter bred vid högvatten. Befolkningen består främst av fiskare och bönder som använder traditionelle fordon då bilar är förbjudna. Under sommaren besöks ön av många turister på grund av flera sandstränder.

## Befolkningsutveckling
Antalet invånare i kommunen Île de Batz
Referens:INSEE

## Galleri

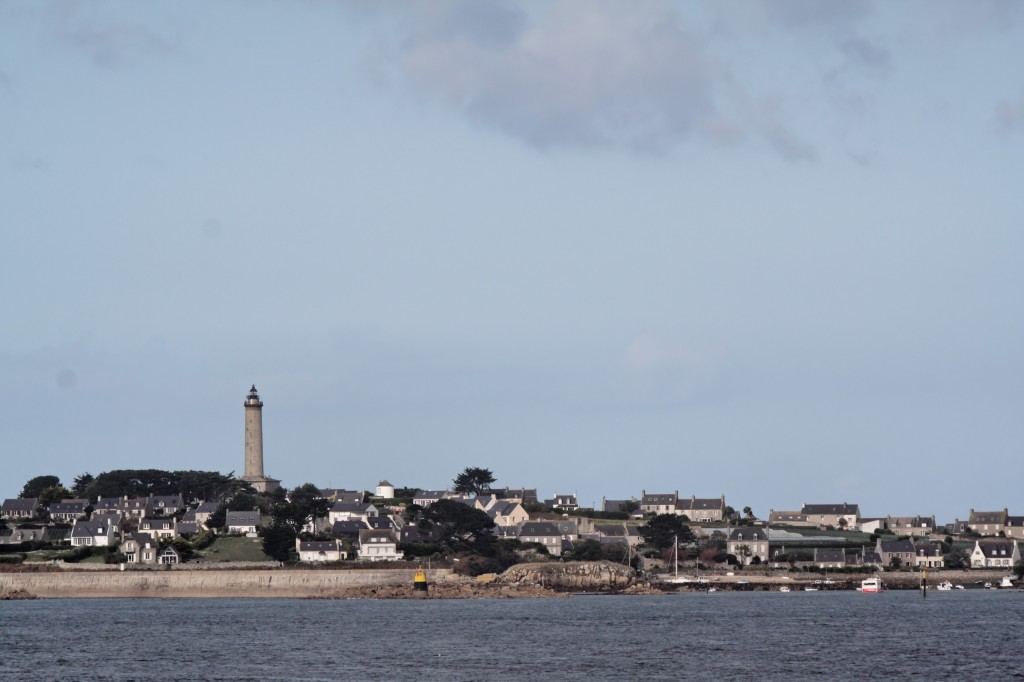
Ile de Batz
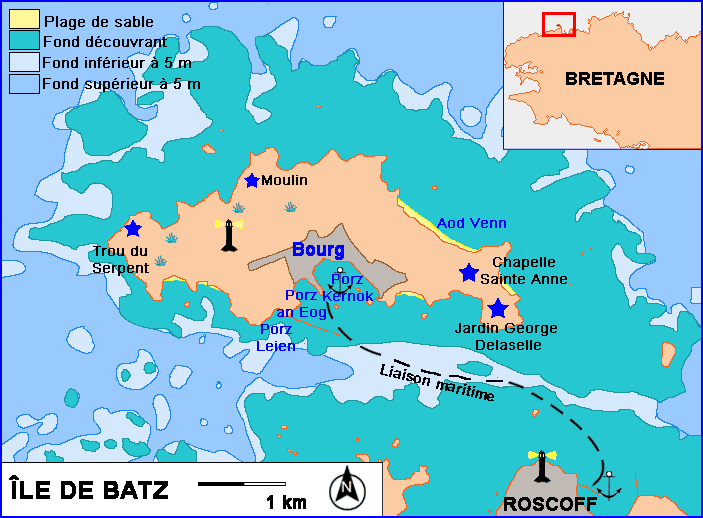
Karta över Batz med vattendjup.